# Pliolophus
Il pliolofo (gen. Pliolophus Owen, 1858) è un mammifero perissodattilo appartenente agli equidi. Visse nell'Eocene inferiore (circa 50 milioni di anni fa) e i suoi resti fossili sono stati ritrovati in Europa e in Nordamerica. È considerato uno dei più antichi equidi noti.

## Descrizione
La taglia di questo animale non doveva superare quella di un cane di medie dimensioni, ben inferiori a quelle dei cavalli odierni. Le zampe erano corte, e quelle anteriori erano dotate di quattro dita con piccoli zoccoli, mentre quelle posteriori ne avevano tre. Il collo era corto, mentre il dorso era fortemente ricurvo, come quello della maggior parte degli ungulati che vivono in foreste dense. La dentatura di Pliolophus era costituita da premolari e molari con una struttura selenodonte, ovvero dotati di creste a mezzaluna, ben distinti dai denti dei perissodattili primitivi come Hallensia, dotati di una dentatura selenolofodonte come quella dei tapiri.

## Classificazione

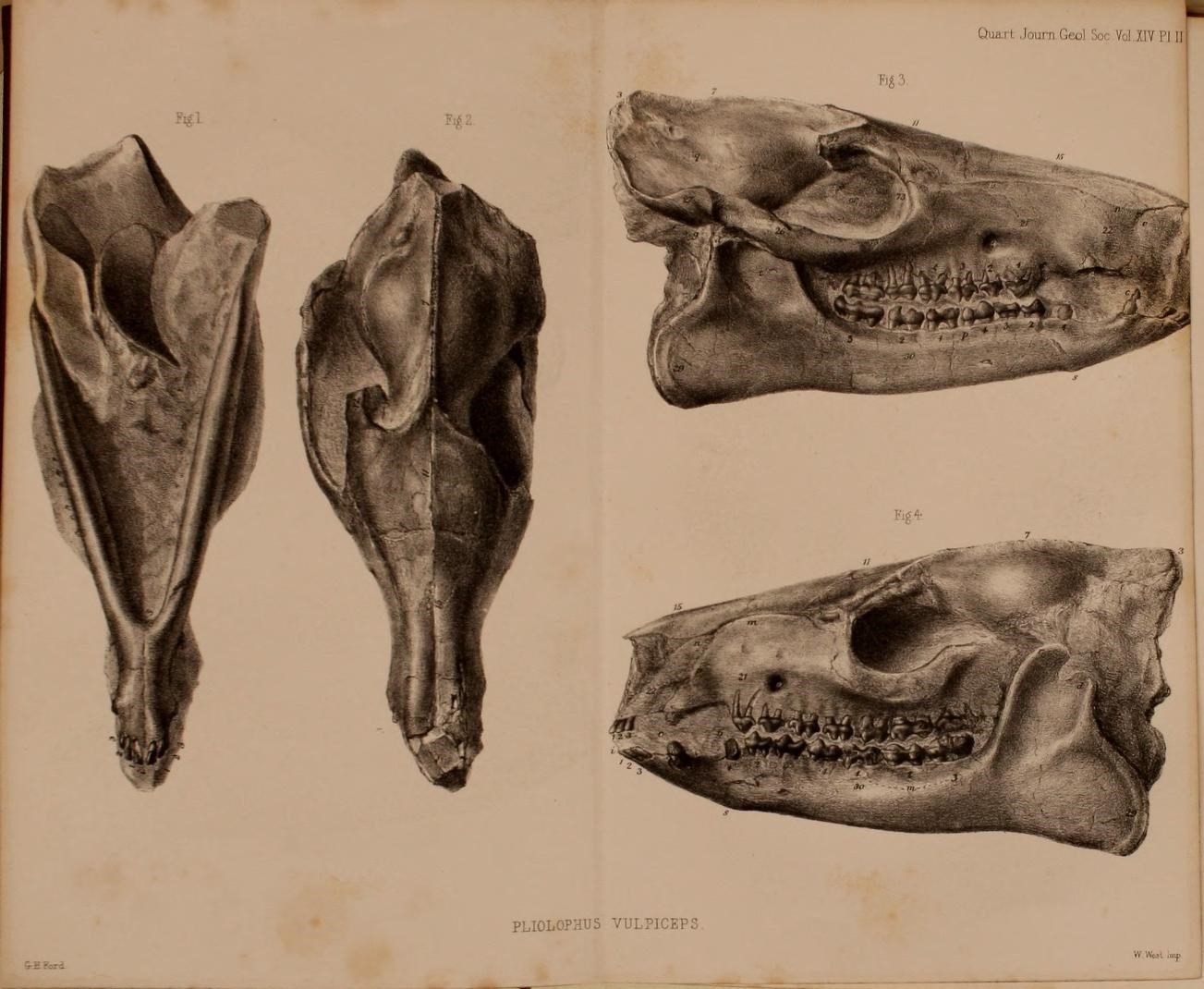
Cranio di Pliolophus vulpiceps

Pliolophus è considerato uno dei primi rappresentanti degli equidi, attualmente rappresentati dal solo genere Equus (cavalli, asini e zebre). Molte specie attualmente attribuite a Pliolophus erano state originariamente incluse nel genere Hyracotherium, classicamente noto come “il primo cavallo”. Studi più recenti (Froehlich, 2002) hanno però mostrato che la prima specie descritta di Hyracotherium (H. leporinum) era in realtà un membro arcaico della famiglia dei paleoteriidi, perissodattili primitivi vagamente simili a tapiri; le altre specie di Hyracotherium considerate veri e propri equidi, così, dovettero essere riclassificate; alcune di queste vennero incluse nel genere Pliolophus, descritto da sir Richard Owen già nel 1858. Le specie più note di questo animale sono Pliolophus vulpiceps, rinvenuta in Europa, e la nordamericana P. pernix; quest'ultima potrebbe appartenere però a un altro genere di equide primitivo, Sifrhippus.

## Paleoecologia
Le caratteristiche creste presenti sui denti di Pliolophus indicano che questo animale era adattato a una dieta a base di foglie; le zampe larghe a quattro dita permettevano all'animale di muoversi con agilità su terreni morbidi e boscosi.